# Lingua emiliana
La lingua emiliana (in reggiano, parmigiano e modenese: léngua emiliâna; in bolognese längua emiglièna; in ferrarese léngua emigliana; in comacchiese ləngua amigliena; in piacentino leingua emiliana) è una lingua romanza comprendente un gruppo di varietà linguistiche locali, dette anche dialetti, parlati nell'Italia settentrionale. Tali varietà sono diffuse prevalentemente nella regione storica dell'Emilia, ma si estendono anche in territori circostanti di Lombardia, Piemonte, Liguria, Toscana e Veneto. Insieme al romagnolo, l'emiliano costituisce il continuum emiliano-romagnolo, appartenente al gruppo gallo-italico delle lingue galloromanze, a loro volta facenti parte, secondo una delle classificazioni proposte, delle lingue romanze occidentali. Infatti, come le altre lingue gallo-italiche, il francese, l'occitano e il catalano, presenta fenomeni fonetici e sintattici innovativi che lo distinguono dall'italiano.
Una koinè emiliana non esiste in quanto nessun centro urbano regionale è stato riconosciuto come modello linguistico di prestigio. Tuttavia studi più mirati, condotti dalla fine del Novecento, hanno individuato alcune koiné locali intorno a singole città, piccole aree o anche a livello provinciale. È assente anche un’ortografia comune, pertanto i testi scritti, a stampa o on line, si servono di parecchi sistemi provinciali presentati da vocabolari o altre opere dei secoli XVIII e XIX; inoltre, molti amministratori di gruppi sui social network e di siti collaborativi concedono agli utenti la facoltà di scrivere a proprio piacimento.

## Diffusione

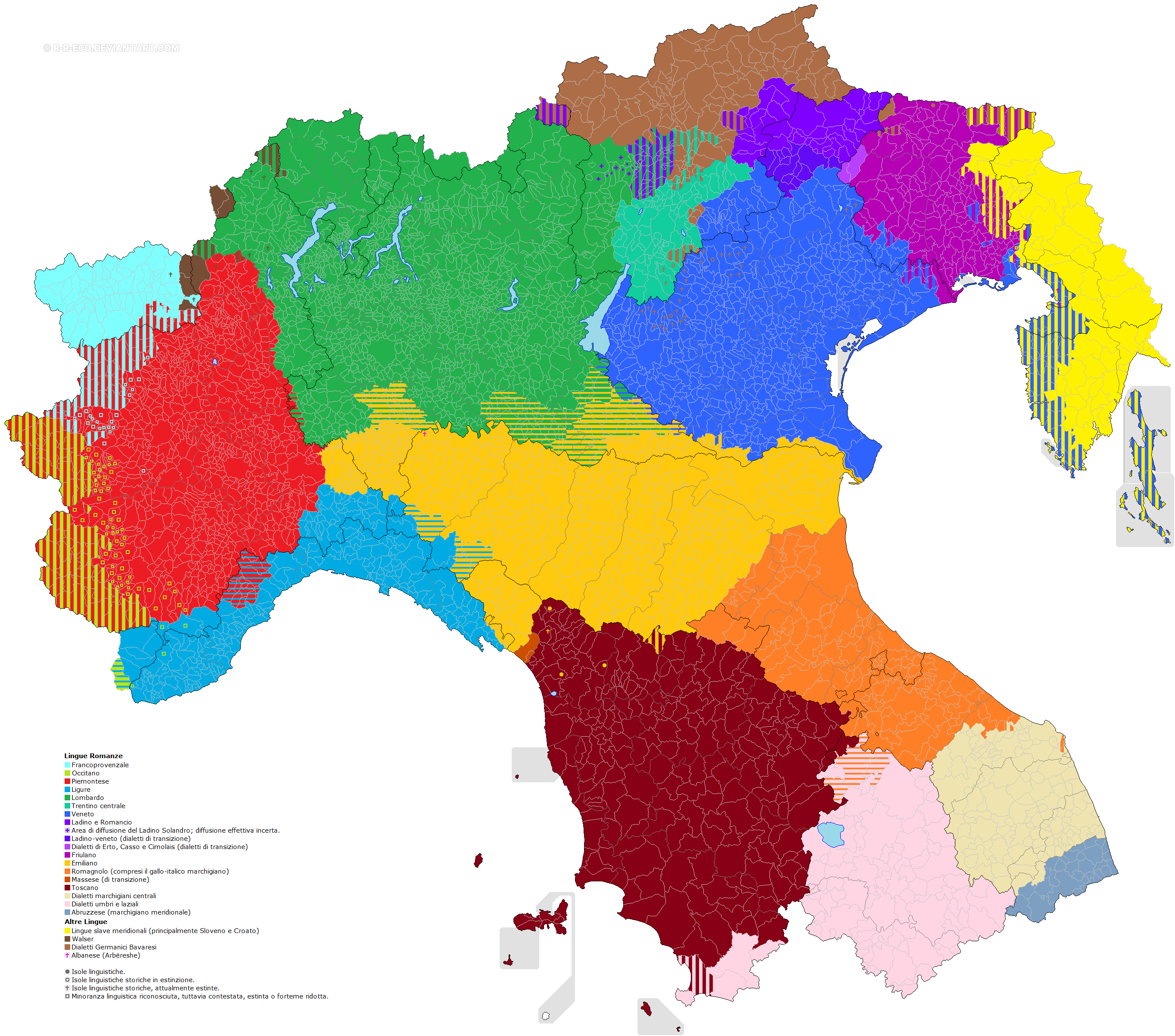
Le lingue del nord Italia: in giallo scuro l'emiliano come indicato dalle classificazioni tradizionali.

I confini tra le varietà emiliane e le altre lingue gallo-italiche sono abbastanza labili per quanto riguarda la fonetica e il lessico. Il continuum dialettale emiliano, infatti, va oltre i confini amministrativi dell'Emilia-Romagna e contamina i dialetti delle regioni vicine, creando così zone di transizione all'interno delle quali le caratteristiche degli uni e degli altri finiscono per mescolarsi reciprocamente.
Secondo le classificazioni tradizionali, oltre che in Emilia (coincidente pressappoco con le province di Piacenza, Parma, Reggio Emilia, Modena, Ferrara e parte della provincia di Bologna fino al fiume Sillaro, al di là del quale ha inizio la Romagna), le varietà del gruppo emiliano si spingono più volte a nord del Po. Sulla sponda sinistra del fiume raggiungono una fetta della Provincia di Rovigo anticamente chiamata Transpadana Ferrarese (territorio che appartenne all'Emilia fino al Congresso di Vienna), buona parte della provincia di Mantova, la zona sudorientale della provincia di Cremona intorno a Casalmaggiore e la città di Pavia con il suo circondario, per poi spingersi di nuovo sulla sponda destra del fiume nell'Oltrepò Pavese. Risulta comunque controversa la posizione del pavese cittadino (talvolta identificato unitamente all'oltrepadano come pavese-vogherese), parlato nella città di Pavia, nelle immediate vicinanze e nella sua provincia sulla sponda sinistra del Po (a esclusione del settore settentrionale della provincia, già linguisticamente lombardo fin da Bereguardo e Landriano). Sebbene qualcuno oggi aggreghi il pavese cittadino al gruppo occidentale della lingua lombarda a causa della sempre più intensa influenza del dialetto milanese, a partire da Bernardino Biondelli è ritenuto un dialetto di tipo emiliano almeno dal Medioevo. Come varietà emiliana di transizione il pavese-vogherese è indicato nella Carta dei dialetti d'Italia elaborata da Giovan Battista Pellegrini nel 1977. Ma seppur gradualmente, il continuum emiliano si spinge ancora più a occidente dell'Oltrepò Pavese, fino a insinuarsi nella provincia di Alessandria. Si noterebbe infatti solo sulla sponda sinistra della Scrivia l'inizio dell'area interessata dalla lingua piemontese.
A sud l'emiliano scavalca gli Appennini, dove raggiunge la Lunigiana fino alla città di Carrara e alcuni comuni della montagna pistoiese e lucchese. Secondo alcuni studiosi pure il massese appartiene già ai dialetti di tipo emiliano, nonostante una sua forte toscanizzazione. I dialetti della provincia di Massa-Carrara, sebbene indubbiamente di tipo settentrionale, sono dialetti sui generis, essendovi al suo interno elementi emiliani, liguri e toscani, nonché propriamente apuani.

### Situazione attuale
La lingua emiliana è classificata dall'UNESCO come in "serio pericolo di estinzione" (seriously endangered), con un numero di parlanti stimati attorno ai due milioni nel 2011. La maggior parte della popolazione non sarebbe a oggi più capace di portare avanti una conversazione in lingua emiliana, essendo questa ormai impiegata in via esclusiva solo dal 6,5% del totale in contesti familiari, e da meno dell'1,1% con estranei.

## Varietà dialettali
Motivazioni storiche e geografiche non hanno permesso la nascita di una koinè emiliana. Il territorio interessato dalle varietà emiliane è infatti privo di una vera unità linguistica basata sul modello di un centro dominante. Essa non si riscontra neppure entro i confini dell'Emilia, dove l'asse della via Emilia non ha mai svolto il ruolo di collegamento culturale e politico. L'area si caratterizza dunque per una forte frammentazione lessicale che emerge persino a una suddivisione in due sezioni dialettali, occidentale e orientale, della superficie in oggetto. Causa di questo frazionamento dialettale sono lo storico policentrismo e i relativi particolarismi cittadini, che hanno dato vita alle conflittuali esperienze dei liberi comuni e delle signorie. Infine, la ripartizione politico-amministrativa dell'area linguisticamente emiliana e di quella di transizione fra diversi stati preunitari, oltre ai passaggi di alcuni territori da un dominio all'altro, hanno creato ulteriori segmentazioni. Di conseguenza, tra i parlanti è storicamente assente la percezione di un'unità linguistica sulla quale fondare un'identità comune.
Il gruppo emiliano si suddivide in diversi sotto-dialetti, ognuno dei quali presenta diverse sfumature fonetiche e lessicali. I principali sono:
- Carrarese e dialetto della Lunigiana, parlati a Carrara, nella regione storica della Lunigiana, in parte della provincia di Massa-Carrara e in buona parte della provincia della Spezia sia per la sua separazione antica, rispetto all'Etruria, essendo la zona, come pure l'Appennino emiliano, abitato da popolazioni liguri,sia per la conformazione geografica ed economica della regione che da sempre ha garantito rapporti e commistioni con genti di ceppo emiliano, con una certa chiusura assicurata dai bacini idrografici dei fiumi Magra e Vara. Da analisi del substrato, sembra che un tempo fino a Bonassola, in Liguria, e alla Versilia e Garfagnana, in Toscana, si parlassero dialetti di tipo lunigianesi. Con l'avanzata del genovese (nella provincia della Spezia) e del toscano (in Versilia e Garfagnana) i dialetti lunigianesi si sono ridotti alla provincia di Massa e aree limitrofe (Sarzana e Alta Garfagnana). I dialetti lunigianesi o apuani come dir si voglia, pur appartenendo indubbiamente al ramo dei dialetti galloitalici, sembra siano stati inclusi tra quelli emiliani più per esclusione, che per compartirne pienamente le caratteristiche, per non parlare della "calata" (accento) molto distante dall'emiliano, essendo comunque un poco più vicini all'emiliano che al ligure a base genovese, che tra le parlate gallo-italiche è quella che meno comparte con le altre.
- Pavese e oltrepadano, citati anche unitamente come pavese-vogherese, raggruppano un insieme di varietà diffuse nella vasta Provincia di Pavia, che già Bernardino Biondelli aggregava al gruppo dialettale emiliano. Presentano vistose somiglianze fonetiche e morfologiche con il piacentino, sebbene siano sempre più forti le influenze esercitate dal dialetto milanese sul pavese.
- Piacentino e bobbiese, parlati nei territori emiliani a ovest del fiume Taro (provincia di Piacenza e parte di quella di Parma al confine con il Piacentino), che mantengono le vocali turbate ö e ü presenti in Lombardia, Piemonte e Liguria, ma assenti nel resto della regione. Nelle varianti piacentine sono molto forti le influenze del lombardo, ma si percepiscono anche quelle del piemontese e del ligure.
- Tortonese, con forti influenze lombarde ed elementi di transizione con la lingua piemontese, è affine al pavese (in particolare all'oltrepadano) e al piacentino.
- Modenese, carpigiano, mirandolese e frignanese, parlati perlopiù nella provincia di Modena, a esclusione del circondario di Castelfranco Emilia dove si parla il bolognese.
- Reggiano, parlato principalmente nella provincia di Reggio Emilia fino al torrente Enza a esclusione dei comuni posti più a nord (Guastalla, Luzzara e Reggiolo) dove si parla il guastallese, un dialetto molto simile al mantovano e nettamente distinto dal reggiano.
- Parmigiano, parlato nella provincia di Parma, con influssi del piacentino nella zona di Fidenza e Salsomaggiore Terme, e con influssi liguri nelle zone appenniniche.
- Casalasco-viadanese, dialetto che presenta vistose somiglianze con il parmigiano, tanto da essere, probabilmente, una sua variante; parlato nella zona di Casalmaggiore, in Provincia di Cremona e in quella di Viadana e Sabbioneta, in provincia di Mantova.
- Bolognese (nei sottogruppi dialetto bolognese cittadino, dialetti bolognesi montani medi, dialetti bolognesi montani alti, dialetti bolognesi della pianura occidentale, dialetti bolognesi della pianura orientale, dialetti bolognesi della pianura settentrionale), parlato nella provincia di Bologna a ovest del fiume Sillaro, ad Argenta, a Cento, e nel circondario di Castelfranco, provincia di Modena.
- Ferrarese, parlato principalmente nella provincia di Ferrara, nella Transpadana ferrarese in provincia di Rovigo e nella parte più orientale della provincia di Mantova nel comune di Sermide e Felonica, in una variante locale. Ha subito alcuni influssi linguistici dal Veneto. Comprende anche la varietà della zona di Comacchio, nettamente distinta dal ferrarese.
- Mantovano e basso mantovano, parlati principalmente nella provincia di Mantova con forte influenza in alcune zone della bassa reggiana. Si tratta di un dialetto emiliano con qualche influsso lombardo. Il dialetto mantovano puro è parlato in tutta la provincia di Mantova tranne che nell'estremo nord, al confine con la provincia di Brescia. Il Biondelli li classifica mantovani come dialetti ferraresi occidentali.

Secondo alcuni studiosi, l'emiliano si divide sostanzialmente in cinque varianti:
- dialetti emiliani occidentali, che comprende il piacentino, il bobbiese, il parmigiano, l'oltrepadano e il casalasco-viadanese. Vi si accostano il pavese e l'oltrepadano per le somiglianze con il piacentino;
- dialetti emiliani centrali, che comprende il reggiano, il modenese, il carpigiano, il mirandolese, il frignanese, il guastallese e, come dialetti di transizione centrali-orientali, il bolognese di pianura occidentale;
- dialetti emiliani orientali, che comprende il bolognese, in particolare le sue varianti parlate ad est del Reno (bolognese cittadino[perché "in particolare"??], bolognese montano medio, bolognese montano alto, bolognese di pianura orientale, bolognese di pianura settentrionale), il ferrarese, il mantovano e il basso mantovano;
- dialetti emiliani meridionali, che comprende i dialetti della Lunigiana;
- dialetti emiliani delle valli di Comacchio, che comprende il dialetto comacchiese e il dialetto laghese (da Lagosanto, in provincia di Ferrara).

Secondo altri studiosi per i dialetti emiliani, anziché una classificazione per province, conviene una divisione in tre linee parallele al fiume Po, alla via Emilia e agli Appennini: cosicché si ha un dialetto emiliano "valligiano", "mediano" e "montano". I dialetti appartenenti a tali fasce est-ovest hanno maggiori affinità rispetto alle suddivisioni provinciali nord-sud. In base a questa teoria, per esempio il dialetto mirandolese è più simile al ferrarese, piuttosto che con il modenese; il modenese centrale assomiglia più al reggiano centrale, rispetto al frignanese.

## Peculiarità linguistiche
I dialetti del gruppo emiliano presentano tratti comuni alle altre parlate dell'area gallo-italica, tra i quali i più caratteristici sono:
- la caduta delle vocali finali diverse da a, probabilmente attraverso una fase di transizione che prevedeva lo scevà canonico in posizione finale[39], e il conseguente allungamento fonetico della vocale precedente, che può diventare complessa: bolognese mèder (madre), dutåur (dottore), âlber (albero);
- l'esistenza di un sistema di particelle proclitiche soggettive, o clitici soggetto, ad accompagnare il verbo, come nel piacentino lü al canta, lur i cantan (egli canta, essi cantano); modenese: me a sun andèe (sono andato);
- il ricorso a forme pronominali atone a destra del verbo, secondo il fenomeno dell'inversione, per la formazione della forma interrogativa comune anche al francese: bolognese a sån (io sono) e såggna? (sono io?); piacentino a buùm (beviamo) e buùmia? (beviamo?); mirandolese at magn (mangi) e magn-at? (mangi?);
- la presenza di vocali turbate, tipiche delle parlate della zona romanza occidentale. In carrarino e in emiliano occidentale ve ne sono quattro: ä [æ], ü [y], ö [ø], å [ɑ] (in piacentino anche ë, vocale semimuta paragonabile alla cosiddetta "terza vocale piemontese" [ə]), in bolognese soltanto due (ä e å)[che relazione c'è?], in modenese una sola. Si confronti per esempio il piacentino lümäga con il bolognese lumèga;
- la presenza di suoni nasali alveolari (trascritti in bolognese con il segno grafico ṅ o semplicemente con n se a fine parola) come nel bolognese galéṅna (gallina) e cuṡén (cugino), o nasali velari come nel mirandolese mujàm (mollica), bòn (buono) o finàl (finale);
- la formazione del plurale tramite un'alternanza vocalica in alcune varietà: bolognese żnòc' (ginocchio) e żnûc' (ginocchia);
- la presenza di gallicismi comuni anche al francese e allo spagnolo: piacentino me/mi sum (a) dré a parlä (sto parlando).
- elisione delle vocali atone interne a sillabe finali in corrispondenza di parole inizianti per vocale: mirandolese I vènan da cla banda chè (vengono da questa parte) → I vèn'n a cà (vengono a casa); A gh'ò sédas pui (ho sedici polli) → A gh'ò séd'ś an (ho sedici anni) ma → A gh'ò daśdòt an (ho diciott'anni).

Più forte rispetto alle altre lingue gallo-italiche è:
- l'indebolimento delle sillabe atone, che spesso tendono a un grado di apofonia di tipo zero, seppur con nette variazioni da un dialetto all'altro: bolognese ṡbdèl (ospedale), bdòc' (pidocchio), e dscårrer (discorrere, usato nell'accezione di parlare), al contrario del piacentino uspedäl, piöcc' e discurr.

## Ortografie
| Fonema                             | Bolognese                     | Reggiano | Modenese | Mirandolese | Piacentino                                                                   | Ferrarese | Bobbiese                            | Oltrepadano | Tortonese | Vogherese | Mantovano | Lunigiano |
| ---------------------------------- | ----------------------------- | -------- | -------- | ----------- | ---------------------------------------------------------------------------- | --------- | ----------------------------------- | ----------- | --------- | --------- | --------- | --------- |
| [a] - non accentata                | a                             | a        | a        | a           | a                                                                            | a         | a                                   | a           | a         | a         | a         | a         |
| [a] - a breve                      | à                             | à        | á        | à           | a                                                                            |           | á                                   |             |           |           |           |           |
| [æ] - a anteriore                  | ä                             |          |          |             | ä (solo nel piacentino centrale)                                             |           | è (solo nel bobbiese del capoluogo) |             |           |           |           |           |
| [ʌ] - a posteriore                 | å                             |          |          |             |                                                                              |           |                                     |             |           |           |           |           |
| [ə] - vocale centrale              |                               |          | ë, ä, ö  |             | ë (assente a Piacenza e Fiorenzuola d'Arda, dove è evoluto in [o])           |           |                                     |             |           |           |           |           |
| [ɐ] - vocale centrale quasi aperta | e                             |          |          |             | a                                                                            |           |                                     | ä           | ä         | ä         |           |           |
| [ɐ] - a fine parola                | a                             |          |          |             | a                                                                            |           |                                     |             |           |           |           |           |
| [ɛ] - e aperta breve               |                               |          |          |             |                                                                              |           |                                     |             |           |           |           |           |
| [e] - non accentata                | e                             | e        | e        | ẹ           | e                                                                            |           |                                     |             |           |           |           |           |
| [e] - e chiusa breve               | é                             | è        | è        | è           | è                                                                            |           |                                     |             |           |           |           |           |
| [ɔ] - o aperta breve               |                               | ò        | ò        | ò           | ò                                                                            |           |                                     |             |           |           |           |           |
| [œ] - e aperta arrotondata         |                               |          |          |             |                                                                              |           |                                     |             |           |           |           |           |
| [o] - o non accentata              | o                             | o        | o        | ọ           | o                                                                            |           |                                     |             |           |           |           |           |
| [o] - o chiusa breve               | ó                             |          | ó        | ó           | ö, ë (solo a Piacenza e Fiorenzuola d'Arda dove [o] ha sostituito [ø] e [ə]) |           | ó                                   |             |           |           |           |           |
| [ø] - e chiusa arrotondata         |                               |          |          |             | ö (assente a Piacenza e Fiorenzuola d'Arda, evoluta in [o])                  |           | ö                                   | ö           | ö         | ö         | ö         |           |
| [i] - i non accentata              | i                             | i        | i        | i           | i                                                                            |           |                                     |             |           |           |           |           |
| [i] - i breve                      | í                             | ì        |          |             | i                                                                            |           |                                     |             |           |           |           |           |
| [u] - u non accentata              | u                             | u        | u        | u           | u                                                                            |           |                                     |             |           |           |           |           |
| [u] - u breve                      | ú                             | ù        |          |             | u                                                                            |           |                                     |             |           |           |           |           |
| [y] - i arrotondata                |                               |          |          |             | ü                                                                            |           | ü                                   | ü           | ü         | ü         | ü         |           |
| [a:] - a lunga                     | â                             | â        | à        | àa          | a                                                                            |           | à                                   |             |           |           |           |           |
| [ɛ:] - e aperta lunga              | è                             | ê        | è        |             | e, è                                                                         |           |                                     |             |           |           |           |           |
| [e:] - e chiusa lunga              | ê                             | ē        | ê        |             | e, é                                                                         |           |                                     |             |           |           |           |           |
| [ɔ:] - o aperta lunga              | ò                             | ô        | ò        |             | o, ò                                                                         |           |                                     |             |           |           |           |           |
| [o:] - o chiusa lunga              | ô                             | ō        | ô        |             | o                                                                            |           |                                     |             |           |           |           |           |
| [eə] - e chiusa centralizzata      | ē (presente solo in montagna) |          |          |             |                                                                              |           |                                     |             |           |           |           |           |
| [oə] - o chiusa centralizzata      | ō (presente solo in montagna) |          |          |             |                                                                              |           |                                     |             |           |           |           |           |
| [i:] - i lunga                     | î                             |          | î        | ìi          | i                                                                            | î         |                                     |             |           |           |           |           |
| [u:] - u lunga                     | û                             |          | û        | ùu          | u                                                                            |           |                                     |             |           |           |           |           |

| Fonema                      | Bolognese | Reggiano | Modenese | Mirandolese | Piacentino | Ferrarese | Bobbiese | Oltrepadano | Tortonese | Vogherese | Mantovano | Lunigiano |
| --------------------------- | --------- | -------- | -------- | ----------- | ---------- | --------- | -------- | ----------- | --------- | --------- | --------- | --------- |
| [s] - s sorda               | s         | s        | s        | s           | s          | s         |          |             |           |           |           |           |
| [z] - s sonora              | ṡ         | ṣ        | ṣ        | ṣ           | ś          | ś         |          |             |           |           |           |           |
| [θ] - s dentale sorda       | z         |          |          |             |            | th        |          |             |           |           |           |           |
| [ð] - s dentale sonora      | ż         |          |          |             |            |           |          |             |           |           |           |           |
| [sː] - s lunga              | ss        | 'ss      |          |             |            |           |          |             |           |           |           |           |
| [ʎ] - palatale laterale     | gli / jj  |          |          | gli         | gli        | ł         |          |             |           |           |           |           |
| [ɲ] - palatale nasale       | gn        |          |          | ñ           |            |           |          |             |           |           |           |           |
| [stʃ] - dittongo [s] e [tʃ] | s-c       | s'c      | s'c      |             | s'c        |           |          |             |           |           |           |           |
| [gl] - dittongo [g] e [l]   | g-l       |          |          |             |            |           |          |             |           |           |           |           |
| [bv] - dittongo [b] e [v]   |           |          |          | ṿ           |            |           |          |             |           |           |           |           |
| [tʃ] - c palatale           |           | c'       |          | ć           | cc'        | ć         |          |             |           |           |           |           |
| [dʒ] - g palatale           |           | g'       |          | ǵ           |            | ǵ         |          |             |           |           |           |           |
| [ŋ] - n davanti a [g]       | ṅ(n)      |          |          | ṅ           |            | ŋ         |          |             |           |           |           |           |
| [k] a fine di parola        | c         | ch       |          |             | c          |           |          |             |           |           |           |           |
| [g] a fine di parola        | g         | gh       | g        |             |            |           |          |             |           |           |           |           |
| [tʃ] a fine di parola       | c'        | c'       | (c)c'    | ć           |            |           |          |             |           |           |           |           |
| [dʒ] a fine di parola       | g'        | g'       | (g)g'    | ǵ           |            |           |          |             |           |           |           |           |
| [j] - i consonante          | j         | j        | j        |             | i          | j         |          |             |           |           |           |           |
| [w] - u consonante          |           |          |          | u           | u          | u         |          |             |           |           |           |           |

## Esempi

### Italiano
Il corvo aveva rubato da una finestra un pezzo di formaggio; appollaiato sulla cima di un albero, era pronto a mangiarselo, quando la volpe lo vide; era davvero affamata. (Fedro)

### Bolognese
Al côruv l avêva rubè da una fnèstra un pzulén ed furmâi; apugè in vatta a un âlber, l êra drî par magnèrel, quand la våulp al le vésst; l avêva pròpri una gran ṡghéssa.

#### Centese
Al côrv l avîva rubè un pcŏn d furmâi da na fnèstra; pugè in vĕtta a 'n âlbar, l îra prónti par magnèrel, quand la vŏulp al la vdé; l'avîva na fâta sghéssa.
Casumarese (al confine tra Cento, Bondeno e Finale)
'Na curnàcia l'éva rubà 'n pzulìn 'd furmàj d'in vét'a 'na fnèstra; pugiàda ssóra 'n'àlbar, l'éra lì lì par tacàr a magnàrssal, quant la vólp la l'à vista; la gh'éva 'na sghìssa! ('na fàm da òrb!)
Persicetano (variante del dialetto bolognese rustico occidentale parlato nel territorio di San Giovanni in Persiceto)
Al côruv l avîva rubè da una fnèstra un pzuléin ed furmâi; pugè in vatta a un âlbar, l îra drî par magnêral, quând la vòulp a li vdé; l'avîva pròpi una gran sghéssa.

#### Argentano
Al còrv l'avéva ciavè da 'na fnèstra un còn ad furmài; pugè in vèta a 'n èrbul, l'ira dria magnèral, quènd la volp al la véd; l'ira purasè afamèda.

### Ferrarese
Al còrav l'eva rubà da na fnèstra uń còn ad furmaj; pugià sóra n'àrbur, l'era pront par magnàrsal, quànd la vòlp al l'ha vist; la l'gh'eva paréća fam.

#### Comacchiese
Al corv l'aive rubà da 'na fnastra un toch at furmaj; apugià at sauvra un erbal, l'ira praunt a magnersel, quend la vaulp lal vidàst, l'ira afamà da bòn.

### Mantovano
La curnàcia l'eva rubà da 'na fnèstra 'n tòch ad formàj; pustà insìma a 'na pianta, l'éra prunt par magnàrsal, quand la vulp la l'à vist; la gh'eva propria fàm.

#### Guastallese e zone limitrofe (nord della provincia di Reggio E. al confine con il Mantovano)
Al curnàc l'ava ciavà da 'na fnèstra un tòch ad furmài; pustà insìma a 'n arbul (a 'na pianta), l'éra prunt par magnàral, quand la vulp a 'l a vist, la gh'ava dimondi fam (propria fam).

### Casalasco e Viadanese (zone al confine tra Cremonese, Mantovano e Parmigiano)
Al curnàc l'áva rubá da 'na fnëstra ‘n tòch ad furmàj; pugiá in sìma a ‘na piánta, l'éra bèla prùnt par mangiál, quánt la (v)ulp al la vët; la gh'áva pròpia fàm.

### Parmigiano
Al cornaciò l'äva robè da 'na fnéstra un tòch äd formàj; pozè insimma a 'na pianta, l'éra lì lì par magnärsol/magnärsel, quand la volpa l'al vèdda; la gh'äva fama dabón.
(Valtaro / Valceno) El crôvu l'ava rôoba da na fenèstra 'n toccu de furmaju; l'era a pulà insümma a na pianta e l'era a dré a manjalu quande na vurpe u l'ha vüstu; a g'ava famme daboun.

### Piacentino
Al cròv l'äva rubä da 'na finestra (anche: fnestra) un toch ad furmäi; pugiä insima (anche: insüma) a una pianta (anche: un ärbul), l'era lé (anche: lì) par mangiäl, quand la vulp al l'ha vist; la gh'äva dabon fam a bota (anche: a bota fam).

#### Bobbiese
U cróv l'èva rôbè da ona fnèstra on tòch ad furmài; pugiè en sìma a ona piànta, l'éra prònt par mangièsõl, quànd ra vùlp a l'ha vìst; a gh'èva propi ona fàm da lù.

### Pavese
Al crov l'aviva rubà da una finestra un toch ad furmàg'; pugià in s'la sima d'un'àlbra (d'una pianta) l'era lì par mangiàsal, quand la vulp al l'hà vist; la gh'aviva propi fàm (la gh'aviva dabón fàm).

### Reggiano
Al crōv l'îva rubée da 'na fnèstra un toch ed furmâj; pugèe in sém'a un êlber, l'éra lé lé per magnêrel, quànd la vòulpa al vèd; la gh'îva fàm dimondi.

### Modenese
Na curnàçia négra l'ìva purtèe via da óna fnèstra un pcòun ed furmàj; pugèda inséma a óna piànta, l'éra pròunta per magnèrsel, quànd la vólpa la-l'ha vésta; la gh'ìva 'na fàm òrba.

#### Carpigiano
Al corev l'iva ciavè da 'na fnèstra un p'caun 'd furmai; pugè insìma a n'élber l'éra prount per magnèrel quand 'na volpa l'al véd; la gh'iva dimòndi fam.

#### Finalese e zone limitrofe (al confine tra Modena e Ferrara)
Al còrav l'iva rubà da na fnestra un pcon ad furmaj; pugià in vetta a n'albar, l'era pront a magnarsal, quand la volp all'ha vist; la gh'iva propria fàm.

##### Bondenese (variante del ferrarese)
La curnacia l'eva rubá da na fnestra un pcòn ad furmai, pugiada ad sora a n'arbul l'era pronta par magnarsal quand la volp la l'ha vista, la gh'eva dimondi fam.

#### Mirandolese
La curnàccia à l'iva rubâ da na fnèstra un pcón ad furmài; pugiâ inzimma a 'n àrbul, 'l'éra prónt a magnàr-s-al, quànd la vólpa à l'à vdûda; la gh'iva pròppria fam.

#### Villafranca in Lunigiana (Massa - Carrara)
Al crou i'eu rubà da 'na fnèstra 'n toc ad formadj; arpiatà an zima a 'na pianta, i'er lì pr mandjarsal, quand 'na gorpa la l'ha vist; la gheu propri fama (la gheu fama dabón).

### Tortonese
Ar cròv l'aviva rubà da 'na fnèstra un tòc ad furmagg; pugiá in s'ra sima d'una pianta, l'era li per mangiàl, quand la vulp u' l'ha vist; la gh'aviva propi fam.

## Produzione musicale e audiovisiva

### Musica
Alcuni brani folk rock e pop di diversi autori hanno raggiunto in Italia una popolarità nazionale seppur cantati in emiliano. Il dialetto modenese è stato utilizzato per la prima volta da Pierangelo Bertoli (nella sua variante di Sassuolo), successivamente da Francesco Guccini e infine dai Modena City Ramblers. In bolognese Andrea Mingardi ha inciso album come "A iò vest un marziàn", "Xa vut dala vetta", "Lo sfighè", "Nessuno siam perfetti, ciascuno abbiamo i suoi difetti" e "Ciao Ràgaz". Qualche canzone in reggiano è stata pubblicata dagli Üstmamò. Daniele Ronda ha invece fatto ricorso al piacentino. Una varietà di transizione tra emiliano e ligure, quella di Centenaro di Ferriere (PC), è stata impiegata da Lilith and the Sinnersaints per un extended play. 

### Audiovisivi
L'unico film interamente girato in una varietà emiliana è L'uomo che verrà (2009) di Giorgio Diritti, che fa ricorso al dialetto bolognese nella sua versione originale. L'amministrazione comunale di Piacenza, con un finanziamento della Regione Emilia-Romagna, ha invece prodotto I strass e la seda (2020), la prima serie web in emiliano, i cui attori si esprimono in diversi dialetti del Piacentino.

## Quadro legislativo
L'emiliano si deve ritenere una lingua regionale o minoritaria ai sensi della Carta europea per le lingue regionali o minoritarie che all'Art. 1 afferma che per "lingue regionali o minoritarie si intendono le lingue [...] che non sono dialetti della lingua ufficiale dello stato". La Carta europea per le lingue regionali o minoritarie, approvata il 25 giugno 1992 ed entrata in vigore il 1º marzo 1998, è stata firmata dall'Italia il 27 giugno 2000 ma non è ancora ratificata. Lo Stato italiano dunque non riconosce i locutori dell'emiliano come minoranza linguistica.
La regione Emilia-Romagna predispose una legge per la "Tutela e Valorizzazione dei dialetti dell'Emilia-Romagna", la "Legge Regionale 7 novembre 1994, n. 45" che però fu abrogata nel dicembre del 2013. A luglio del 2014 il consiglio regionale ha votato all'unanimità una nuova legge per la conservazione e la trasmissione del patrimonio dialettale.
Al di fuori dell'Emilia-Romagna, invece, le varietà considerate tradizionalmente emiliane dalla glottologia non sono riconosciute come tali e vengono annoverate tra quelle lombarde o piemontesi nel quadro della legge della Regione Lombardia per le politiche culturali e di quella della Regione Piemonte per la valorizzazione e tutela degli idiomi parlati nel proprio territorio di competenza.